# Pray the Devil Back to Hell
Pray the Devil Back to Hell es un documental estadounidense de 2008 dirigido por Gini Reticker y producido por Abigail Disney. La película se estrenó en el Festival de cine de Tribeca de 2008, donde ganó el premio al Mejor Documental. La película tuvo su estreno en cines en la ciudad de Nueva York el 7 de noviembre de 2008. Tuvo un ingreso bruto acumulado en todo el mundo de $ 90,066.
La película documenta un movimiento por la paz llamado Women of Liberia Mass Action for Peace. Organizado por la trabajadora social Leymah Gbowee, el movimiento comenzó rezando y cantando en un mercado de pescado.  Leymah Gbowee organizó a las mujeres cristianas y musulmanas de Monrovia, Liberia para orar por la paz y organizar protestas no violentas. Vestidas de blanco para simbolizar la paz, y contando por miles, las mujeres se convirtieron en una fuerza política contra la violencia y contra su gobierno.
Su movimiento llevó a la elección de Ellen Johnson Sirleaf en Liberia, la primera nación africana con una presidenta. La película se ha utilizado como una herramienta de promoción en zonas de postconflicto como Sudán, movilizando a mujeres africanas para pedir paz y seguridad. 

## Sinopsis
Un grupo de mujeres en Liberia, encabezadas por Leymah Gbowee, se unieron para orar por la paz. Armados solo con camisetas blancas y el coraje de sus convicciones, exigieron una resolución a la guerra civil del país. 
Bajo el liderazgo de Leymah Gbowee, las mujeres lograron forzar una reunión con el presidente Charles Taylor y sacarle una promesa de asistir a las conversaciones de paz en Ghana. Luego, Gbowee encabezó una delegación de mujeres liberianas en Ghana para continuar ejerciendo presión sobre las facciones en guerra durante el proceso de paz. Organizaron una protesta silenciosa frente al Palacio Presidencial, Acra, lo que provocó un acuerdo durante las estancadas conversaciones de paz.
Asatu Bah Kenneth aparece en la película. Fue  Ministra Adjunta de Administración y Seguridad Pública del Ministerio de Justicia de Liberia. En ese momento, era la presidenta de la Liberia Female Law Enforcement Association. Inspirada por el trabajo de la iniciativa de paz de mujeres cristianas, formó la Organización de Mujeres Musulmanas de Liberia para trabajar por la paz.
Trabajando juntas, más de 3.000 mujeres cristianas y musulmanas movilizaron sus esfuerzos y, como resultado, las mujeres pudieron lograr la paz en Liberia después de una guerra civil de 14 años y ayudaron a llevar al poder a la primera mujer jefa de estado del país.

## Título
El título de la película se extrae de la declaración de Gbowee sobre Taylor y los rebeldes. Ambos bandos eran supuestamente religiosos. Los rebeldes frecuentaban mezquitas, mientras que Taylor afirmaba ser un cristiano devoto que, según Gbowee, podía "rezar al diablo para que salga del infierno". Por lo tanto, era responsabilidad de las mujeres de esta coalición interreligiosa rezar al diablo (de la guerra) de regreso al infierno. 

## Elenco
En orden alfabético
- Janet Johnson Bryant, como ella misma
- Etweda Cooper, como ella misma
- Vaiba Flomo, como ella misma
- Leymah Gbowee, como ella misma
- Asatu Bah Kenneth, como ella misma
- Etty Weah, como ella misma

## Premios
- Festival de Cine de Tribeca 2008 - Mejor documental
- Festival de Cine de Jackson Hole 2008 - Ganador del premio Cowboy - Premio a la elección del público
- Silverdocs 2008 - Premio Testigo
- Festival de cine de Traverse City 2008 - Premio especial del jurado a la realización de películas de no ficción
- 2008 Heartland Film Festival - Premio Crystal Heart a la mejor película documental
- 2008 St. Louis International Film Festival - Mejor documental en la categoría interreligiosa
- Premio My Media 2008 del Festival My Hero
- Festival de Cine Tri Continental 2009 - Premio del jurado a la mejor película
- Festival Internacional de Cine de Palm Springs 2009: una de las mejores selecciones del festival
- Festival Internacional de Cine de Santa Bárbara 2009 - Premio de justicia social para documental
- Cine por la Paz 2009 - Premio Cine por la Paz de la Justicia
- 2009 Festival Internacional de Derechos Humanos One World, Praga - Premio Rudolf Vrba en el Concurso Derecho a Saber
- Festival de Cine de Mujeres 2009, Brattleboro, VT - Lo mejor de Fest
- Premio Wilbur 2009 - Documental de cine de 2009
- Festival de películas que importan de 2009 - Mariposa Dorada
- 2009 I Will Tell Film Festival - Premio Ndinadsawapanga
- Festival Internacional de Cine de Buffalo 2009 - Premio del público: Mejor documental

## Mujeres de Liberia
Como resultado de la Primera Guerra Civil Liberiana de 1989 a 1996 y la Segunda Guerra Civil Liberiana de 1999 a 2003 y durante los períodos posteriores al conflicto, las mujeres liberianas fueron desplazadas y enfrentaron la muerte de miembros de su familia, violencia sexual y desafíos económicos y sociales. Ambientes. El esfuerzo de recuperación ha sido dirigido por mujeres liberianas contra la violencia sexual con una fuerza de paz de las Naciones Unidas compuesta exclusivamente por mujeres, entrenadas en sofisticadas tácticas de combate y armamento, control de multitudes y turbas y contrainsurgencia. En 2009, las mujeres constituían el 15 por ciento de la fuerza policial nacional de Liberia. 